# Sydney Rovers FC
Sydney Rovers FC är en proffsklubb i fotboll från Sydney i Australien. Klubben kommer att spela i den australiensiska proffsligan A-League från och med 2011. Klubben är den senaste som blivit godkänd för spel i A-League. Vilken arena som skall bli klubbens hemmaarena är inte klart.